# Fra Chr. Michelsen til kronprins Olav og prinsesse Märtha
Fra Chr. Michelsen til kronprins Olav og prinsesse Märtha är en norsk svartvit stumfilm från 1929.
Filmen är en jubileumsrevy över Norges då 25-åriga filmhistoria. Den innehåller en nyinspelad version av landets första film Fiskerlivets farer (med den nya titeln Et drama på havet). Den innehåller också bilder på den norska kungafamiljen 1905, naturbilder, militärövningar, Bjørnstjerne Bjørnson, Roald Amundsen och bröllopet mellan Olav V av Norge och Märtha av Sverige. Därutöver innehåller den klipp från norska spelfilmer som Til sæters (1924), Himmeluret (1925) och Den glade enke i Trangvik (1926).